# 平内町立東小学校
平内町立東小学校（ひらないちょうりつ ひがししょうがっこう）は、青森県東津軽郡平内町口広にある公立小学校である。

## 概要
- 本校は、町東部の口広地区にあり、概ね旧東平内村域が学区となっている。

## 所在地
- 青森県東津軽郡平内町大字口広字水須3番9号

## 沿革
- 1877年（明治10年）2月 - 清水川村大川添7番地の八幡宮礼殿を教室に充て、清水川小学として発足。
- 1890年（明治23年）7月 - 清水川簡易小学校と改称。
- 1892年（明治25年）5月 - 清水川尋常小学校と改称。
- 1902年（明治35年）3月 - 国広尋常小学校分離。
- 1911年（明治44年）10月30日 - 梨ノ木2番地に、校舎新築。
- 1926年（大正15年）7月 - 校旗制定樹立式挙行。
- 1927年（昭和2年）4月 - 高等科を併置し、清水川尋常高等小学校と改称。
- 1941年（昭和16年）4月1日 - 国民学校令により、清水川国民学校に改称。
- 1947年（昭和22年）4月1日 - 学校教育法（旧法）施行により、東平内村立清水川小学校に改称。同日から東平内中学校を併置し、高等科生を中学校に移籍。
- 1949年（昭和24年）3月11日 - 東平内中学校の校舎が、新築移転し、分離。
- 1955年（昭和30年）3月31日 - 東平内村・小湊町・西平内村が合併し、平内町の誕生により、平内町立清水川小学校に改称。
- 1960年（昭和35年）9月30日 - 口広小学校を統合。
- 1963年（昭和38年）12月24日 - 清水川口広小学校と改称。
- 1969年（昭和44年）4月1日 - 東小学校と改称。
- 1991年（平成3年）9月1日 - 管理普通教室・特別教室棟建築。
- 1992年（平成4年）
  - 7月1日 - 体育館建築。
  - 11月28日 - 校舎新築落成[1]。
- 2007年（平成19年）4月1日 - 狩場沢小学校を統合。[2]
- 2011年（平成23年）4月1日 - 東栄小学校を統合。

## アクセス
- 青い森鉄道清水川駅（下り線(青森方面行)ホーム側出入口）から、徒歩約495m、徒歩約8分。
- 平内町民バス「下口広」バス停から、徒歩約650m・約10分。

## 周辺
- 東平内中学校（2023年3月31日をもって閉校）
- 青い森鉄道青い森鉄道線清水川駅

## 参考資料
- 『平内町史』上巻717頁「第2章明治以後の教育 第六節学校沿革史 東小学校」
- 『青森県教育史』（青森県教育委員会・1973年12月20日）別巻753～754頁「学校沿革 小学校 (平内)東小学校・口広小学校」